# Busvej
En busvej er en vej, der er forbeholdt busser. Busveje benyttes typisk i områder, hvor det ønskes at forbedre forholdene for den kollektive trafik, men hvor det samtidig er urentabelt at etablere en mere højklasseret løsning som letbane, undergrundsbane, trolleybus, S-tog eller lignende[kilde mangler]. En busvej kan derfor være en fornuftig løsning til at forbedre fremkommeligheden for en eksisterende busrute eller ved nyanlæg i mere tyndtbefolkede byområder[kilde mangler]. Busveje kan også etableres som et element i et samlet BRT-system.

## Busvej i Aalborg
Et eksempel på en busvej er busvejen i Aalborg, der er anlagt fra Grønlands Torv til Aalborg Universitet. Busvejen blev åbnet i december 2012 og betjener 4 ruter. Vejen omfatter 5 busstoppesteder, Grønlands Torv, Sohngårdsholmsvej, Pendlerpladsen E45, Gigantium og Pontoppidansstræde. Vejen er planlagt til fremtidigt brug til letbane eller BRT-system.  